# Stallfåglarnas Humorpris
Stallfåglarnas Humorpris är ett pris som delas ut av Sällskapet Stallfåglarna till kvinnliga artister som speciellt utmärkt sig i humorgenren. Priset består av en glasstatyett av Ulrica Hydman Vallien. Priset instiftades 1992 och den första mottagaren var skådespelerskan Suzanne Reuter.

## Pristagare - Stallfåglarnas Humorpris
- 1992 - Suzanne Reuter
- 1993 - Laila Westersund
- 1994 - Lena Nyman
- 1995 - Birgitta Andersson
- 1996 - Margaretha Krook
- 1997 - Inga Gill
- 1998 - Ulla Skoog
- 1999 - Sissela Kyle
- 2000 - Babben Larsson
- 2001 - Ewa Roos
- 2004 - Pia Johansson
- 2007 - Maria Möller
- 2012 - Eva Funck
- 2017 - Anna Bromée
- 2022 - Vanna Rosenberg